# 卡莱维·莱蒂宁
卡莱维·莱蒂宁（芬蘭語：Kalevi Laitinen，1918年5月19日—1997年1月6日），芬兰男子体操运动员。他曾获得1948年夏季奥运会男子团体全能金牌和1952年夏季奥运会男子团体全能铜牌。